# Jacopo Dotti
Jacopo Dotti (Camposampiero, 15 maggio 1990) è un regista, produttore cinematografico e discografico, compositore e autore italiano, noto per il suo impegno nel cinema indipendente e nella musica elettronica. È fondatore di Revolux Studios Records.

## Biografia
Nato a Camposampiero (Padova), Dotti ha frequentato il Liceo Artistico Statale Amedeo Modigliani, sviluppando interesse per cinema e musica. Ha proseguito gli studi in ambito cinematografico e musicale, diventando una figura di rilievo nel panorama artistico italiano.

## Carriera

### Regista e produttore cinematografico
Dotti ha diretto e prodotto cortometraggi e film indipendenti, tra cui:
- Bacio – Il futuro di una generazione (2022), cortometraggio premiato e nominato in diversi festival.[1]
- Evocator (2023), cortometraggio prodotto da Revolux Studios Records.[2]
- Falling For You (2024), cortometraggio prodotto da Revolux Studios Records.[3]

### Compositore e produttore discografico
Ha pubblicato singoli ed EP e realizzato la colonna sonora del cortometraggio Bacio – Il futuro di una generazione con l’album Beyond the Clouds. Ha collaborato con etichette come Iboga Records, FM Booking, Iono Records e Nano Records.

### Fondatore di Revolux Studios Records
Nel 2011 ha fondato Revolux Studios Records, etichetta discografica focalizzata sulla musica elettronica e sulla produzione audiovisiva, collaborando con artisti internazionali e partecipando a festival come Dissidance Electronic Music Festival e Black Moon Festival.

### Fondatore del Cittadella International Film Festival
Nel 2021 ha istituito il Cittadella International Film Festival, rassegna dedicata al cinema indipendente a Cittadella (Padova), promuovendo opere provenienti da diversi paesi.

## Premi e riconoscimenti
- Nomination al Procida Film Festival per Bacio – Il futuro di una generazione.[7]
- Nomination al Rome International Short Film Festival.[8]
- Premio come miglior cortometraggio al Next Steep Film Festival.[9]
- Citazioni in testate nazionali quali Il Mattino, Il Gazzettino e Globus Magazine.[10]

## Filmografia
- Bacio – Il futuro di una generazione (2022) – regista, produttore, compositore della colonna sonora.[11]
- Evocator (2023) – regista, produttore.[12]
- Falling For You (2024) – regista, produttore.[13]

## Discografia
- Beyond the Clouds – colonna sonora del cortometraggio Bacio – Il futuro di una generazione.[14]